# Herb Władywostoku
Pierwszą wersję herbu Władywostoku opracował Julij Riego w 1881. W tzw. "francuskiej" tarczy herbowej na zielonym tle umieścił złotego tygrysa o czerwonych oczach i języku. Z lewej strony, w kantonie, umieszczono herb Kraju Nadmorskiego. Nad tarczą herbu umieszczono stylizowaną koronę z murów miejskich, z trzema blankami. Za tarczą herbu umieszczono dwie skrzyżowane kotwice, oplecione czerwoną wstęgą.
Car Aleksander III zatwierdził taki wariant herbu w 1883.
W 1971 uchwała rady miasta ustanowiła nowy wariant herbu. Był on zbliżony do pierwotnego, lecz wprowadzono symbolikę radziecką: między blankami murów w koronie herbu umieszczono sierp i młot, a na tarczy herbu wyobrażenie pomnika "Bojownikom o władzę radziecką na Dalekim Wschodzie".
24 czerwca 1992 uchwałą numer 290 Rady Miasta Władywostok przywrócono herb ustanowiony przez Aleksandra III, z dwoma niewielkimi zmianami: usunięto z tarczy herbu kanton z herbem Kraju Nadmorskiego, oraz zmieniono wizerunek tygrysa.
Obecny wariant przyjęto uchwałą Rady Miasta Władywostoku z 1 listopada 2001. Pozostawiono niezmieniony wzór na tarczy herbowej, usunięto jednakże wszystkie elementy dodatkowe: koronę, skrzyżowane kotwice i wstęgę.
Opis herbu zgodnie z obowiązującą uchwałą Rady Miasta jest obecnie następujący: "W zielonym polu tygrys złoty z czerwonymi oczami i językiem, idący po skalnym podłożu barwy srebrnej w prawo, z uniesioną prawą przednią łapą."